# Lethrinus haematopterus
Lethrinus haematopterus is een straalvinnige vissensoort uit de familie van straatvegers (Lethrinidae). De wetenschappelijke naam van de soort is voor het eerst geldig gepubliceerd in 1844 door Temminck & Schlegel.